# سیتروئن ساکسو
سیتروئن ساکسو (به انگلیسی: Citroën Saxo) یک خودروی شهری است که توسط شرکت فرانسوی سیتروئن از سال ۱۹۹۶ تا ۲۰۰۳ تولید می‌شد. این خودرو در ژاپن نیز تحت نام سیتروئن چانسون عرضه می‌شد چون هوندا نام ساسکو را در این کشور ثبت کرده بود. بسیاری از قطعات موتور و بدنه این خودرو با پژو ۱۰۶ (که خود یک نسخه توسعه یافته از خودروی سیتروئن ای‌اکس بود) شباهت دارد و تنها تفاوت این دو خودرو در فضای داخلی و پانل‌های بدنه است. تولید این خودرو در سال ۲۰۰۳ متوقف شد و سیتروئن سی۲ و سیتروئن سی۳ به عنوان جایگزین آن معرفی شدند که هر دویشان در کنار پژو ۲۰۶ توسعه یافته بودند.

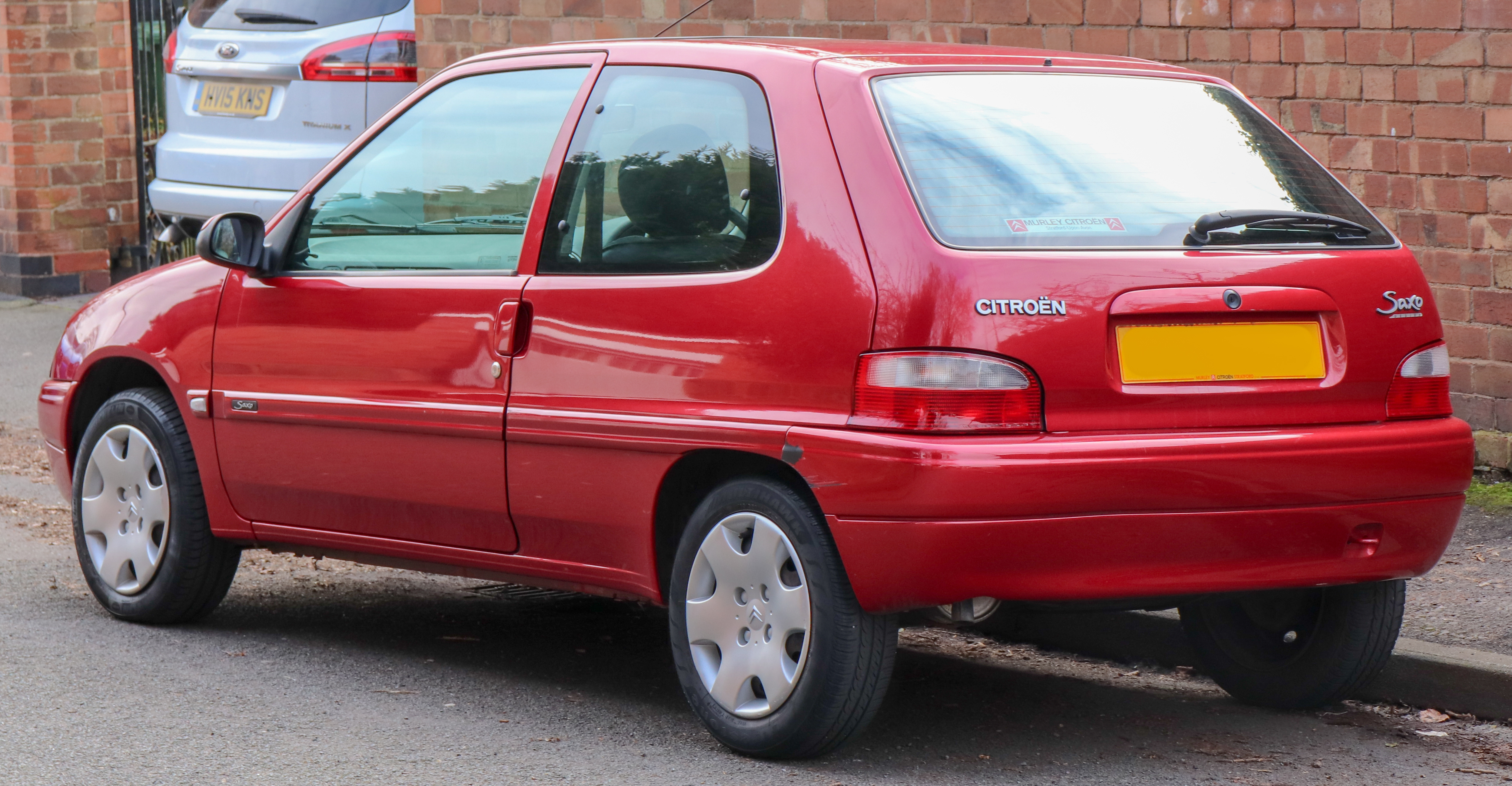
سیتروئن ساکسو فاز دو، نمای پشت